# Аруба
Аруба (на нидерландски: Aruba; на испански: Aruba) е бивше (до 2010 г.) задморско владение на Кралство Нидерландия с автономен статут. Площта му е 193 км2. Административен център е град Оранестад.

## География
Аруба е остров в Карибско море, разположен край северното крайбрежие на Венецуела. Той е в състава на Подветрените о-ви, които са част от островната група Малки Антили.
Брегова линия – 68,5 км, максимална надморска височина – 188 м.
 Климатът е тропичен с леки сезонни вариации. Ландшафтите са формирани предимно от ксерофитни съобщества. Релефът е равнинен – най-висока точка е връх Яманота – 188 м.

## История
- 1499 г. – открит от испанския мореплавател Алонсо де Охеда;
- 1527 г. – обявен за собственост на Испания;
- 1634 г. – завладян от Нидерландия;
- до началото на ХIХ в. – контрол над острова имат последователно няколко европейски страни;
- 1816 г. – отново е нидерландски;
- 1951 г. – островът получава автономия в рамките на Нидерландски Антили;
- 1 януари 1986 г. – Аруба се отделя от Нидерландските Антили и получава самоуправление.

## Население
Населението основно е съставено от антилци (потомци на негри роби, смесени с нидерланци, испанци и др.) – 92,4%, нидерландци – 2,8%, индианци кариби – 1,4%, други – 3,4%. Повече от 3/4 от населението живее в градовете.

## Икономика
Икономиката на острова в исторически план се е ръководела от 3 икономически дейности – първоначално – добив на злато, след това през 1926 г. е построена нефтена рафинерия и последните 2 десетилетия са изцяло под влиянието на туризма. Годишно страната е посещавана от почти 1 млн. туристи. Има предприятия на хранително-вкусовата промишленост, за производство на тютюневи изделия и спиртни напитки.

В градовете Ораниестад и Баргадере има кораборемонтни предприятия. Селското стопанство е слабо развито, поради липсата на прясна вода. Култивира се алое за фармацевтични цели.

## Административно устройство
Аруба е част от Кралство Нидерландия с вътрешно самоуправление. Островът се ръководи от губернатор, представител на краля на Нидерландия. Властите са разпределени между парламента и съвета на министрите на острова. Първият отговаря за законодателната власт, а втория за изпълнителната власт. Най-голям град на острова и административен център е Оранестад (около 30 хиляди души).

## Външни препартки
- Официална интернет страница
- Туризъм в Аруба Архив на оригинала от 2010-04-17 в Wayback Machine.